# Shane Filan

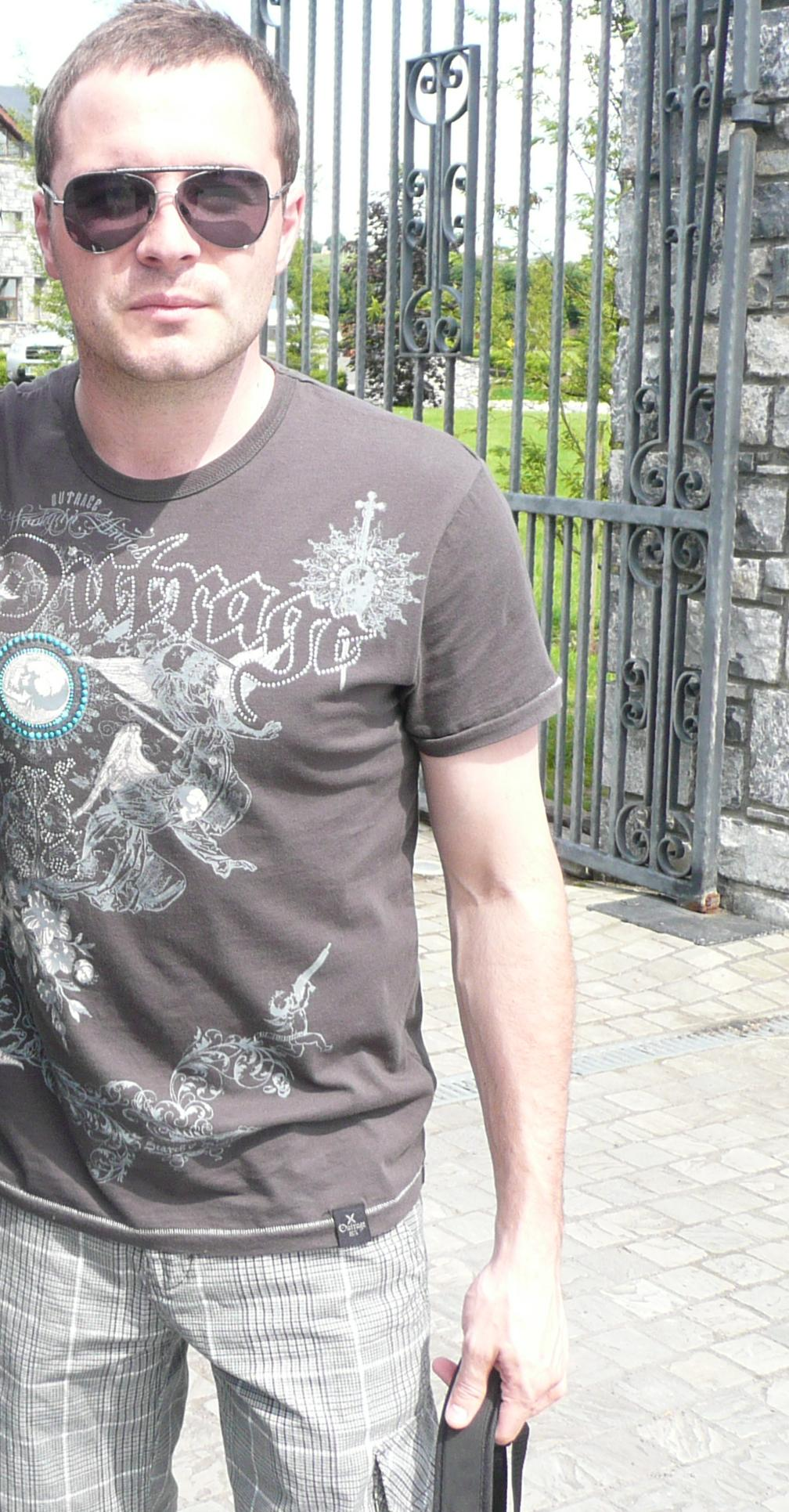
Shane Filan

Shane Filan, född 5 juli 1979 i Sligo, är en irländsk artist och är medlem av musikgruppen Westlife.
Mark Feehily, Kian Egan och Shane Filan växte alla tre upp i Sligo och har känt varandra sedan de var barn. 

## Familj
Filan gifte sig den 28 december 2003 med Gillian Walsh. Paret har tre barn födda 2005, 2008 och 2010.